# Richard Bergström (folklorist)
För andra betydelser, se Rikard Bergström.
Richard Bergström, född den 2 december 1828 i Stockholm, död den 10 december 1893, var en svensk bibliotekarie och folklorist, kusin med Per Axel Bergström.
Bergström gjorde en viktig insats på folkvisans område, i det han tillsammans med musikern Johan Leonard Höijer 1880 utgav en ny upplaga av Geijer och Afzelius Svenska folkvisor, försedd med utförliga noter och hänvisningar angående varje visas förekomst i svenska eller utländska samlingar. Dessutom utgav Bergström tillsammans med Johan Nordlander 1885 Sagor, sägner och visor samt publicerade en mängd bidrag i Svenska landsmålen. Han utgav även den populära samlingen Ur folksagans rosengårdar (1889–1890). Bergström utövade vidare en omfattande verksamhet som litteraturkritiker och hade som sådan ett visst inflytande över August Strindberg. Han utgav även flera antologier och översättningar.
Han var far till kammarrådet Richard Bergström samt farfar till diplomaten Dick Hichens-Bergström och Margareta Bergström-Kärde.
Richard Bergström är begravd på Norra begravningsplatsen utanför Stockholm.